# 1965年葡萄牙總統選舉
1965年7月25日，在萨拉查的“新国家”时期，葡萄牙举行了总统选举，同年举行了议会选举。这是葡萄牙国民议会第一次举行总统选举，而不是通过直接普选。随后，海军少将托马斯获得普遍支持，开启第二个七年任期。他唯一的对手温贝托·德尔加多将军在1965年初被暗杀，当时他正试图结束流亡回到葡萄牙，可能是为了第二次参加对抗托马斯的选举。

## 结果
| 候选人          | 票数 | %    |
| --------------- | ---- | ---- |
| 阿梅里科·托马斯 | 556  | 97.7 |
| 无效票/空白票   | 13   | 2.3  |
| 总票数          | 569  | 100  |
| 来源：          |      |      |